# Roodt
För andra betydelser, se Roodt (olika betydelser).
Roodt (franska) (luxemburgiska: Rued lyssna (fil), tyska: Roodt) är en ort i kantonen Redange i västra Luxemburg. Den ligger i kommunen Ell, cirka 30 kilometer nordväst om staden Luxemburg. Orten har 389 invånare (2022).